# (22469) Poloniny
(22469) Poloniny ist ein im Hauptgürtel gelegener Asteroid, der am 2. Februar 1997 von den slowakischen Astronomen Leonard Kornoš und Peter Kolény am Observatorium in Modra (IAU-Code 118) entdeckt wurde.
Der Asteroid wurde am 10. Dezember 2011 nach dem slowakischen Nationalpark Poloniny im Gebirge Bukovské vrchy in der Ostslowakei benannt, der teilweise seit 2007 zum UNESCO-Welterbe gehört. Am 3. Dezember 2010, anlässlich des Internationalen Jahres der Biodiversität, wurde der Nationalpark außerdem zu einem Dark-Sky Park erklärt.